# Петипа, Жан-Антуан
Жан-Антуа́н Петипа́ (фр. Jean-Antoine-Nicolas Petipa; 16 февраля 1787, Париж, Франция — 16 [28] июля 1855, Санкт-Петербург, Российская империя) — известный французский балетный танцор и хореограф; отец двух выдающихся французских балетных танцоров и балетмейстеров Люсьена Петипа и Мариуса Петипа.

## Биография
Родился 16 февраля 1787 года в Париже в семье сапожника. Однако существует предание, что род Петипа пошёл от танцовщицы Пети-Па, легендарной балерины Гранд-Опера.
Сценический дебют Жана-Антуана Петипа состоялся в возрасте 8 лет, когда он в 1795 году впервые выступил на сцене Опера де Пари в небольшой партии балета «Психея», поставленным Пьером Гарделем в этом театре ещё пять лет назад. Об этом дебюте стало известно лишь из одного источника — театральной программки; а об учёбе в Опера де Пари свидетельствует ещё один документ: петиция отца к министру внутренних дел, датируемая 1799 годом, с просьбой оставить детей на обучении в школе Опера де Пари.
А через некоторое время молодой балетный танцор Жан-Антуан Петипа уже работал в труппе Ф. Тальони, дававшей спектакли по разным сценам Европы. Так продолжалось до 1807 года, пока императорским указом не закрылись несколько театров, в результате чего труппа осела в германском городе Кассель, где провела два года: с 1810 до 1812. Здесь Ж. Петипа выступал в балетах «Наказанная ветреность», «Аннетта и Любим» (по либретто Шарля-Симона), «Тикоба и Зилоа, или Мексиканцы», «Мельники» (балетмейстер Ж.-Б. Блаш), «Забавы Париса». Но в творческую жизнь балетной труппы вмешалась политика: Франция вторглась в Пруссию, затем последовала Большая кампания 1812 года по вторжению в Россию. Балетным танцорам пришлось искать новое пристанище: они перебрались в Вену, затем в Неаполь.
Вскоре Жан-Антуан Петипа получает приглашение в Лион на сезон 1813-1814 года. И очень быстро последовало следующее приглашение — от наследного принца, будущего Карла XIV Шведского возглавить балетную труппу. Позже Ж. Петипа возглавлял балетное отделение Théâtre-Français Гамбурга. В январе 1814 года Петипа со своей труппой давали представления в Брюсселе, перед тем как вернуться в Париж и принять участие в празднестве по случаю очередного открытия театра Порт Сен-Мартен (Théâtre de la Porte-Saint-Martin). Эта поездка в Брюссель и огромный успех там сыграли большую роль в творчестве Жана Петипа — через некоторое время он основал в Брюсселе Консерваторию танца. Он уже не довольствуется должностью первого танцора труппы, а начинает сам ставить балетные спектакли; среди его работ поставленные в 1814—1815 годах «Шестеро наивных» (Les Six ingénus на музыку А. Пиччини), «Пастух из Сьерра-Морены, или Любовное лукавство Александра» (Le Berger de la Sierra Morena) и «Квакеры».
В 1815 году получает приглашение в Марсель на должность балетмейстера. Там у него и его жены — драматической актрисы Викторины Морель-Грассо (Victorine Morel-Grasseau) (1794—1860) родились сыновья Люсьен в 1815 году и Мариус в 1818 году, которым суждено будет обессмертить свою фамилию в мировом балетном искусстве.

## Работа в Бельгии
В 1819 году Жан-Антуан Петипа получает приглашение возглавить балетную труппу театра Ла Монне в Брюсселе, сменив в этой должности франко-бельгийского балетмейстера Э.Юса (Eugène Hus). Эту должность Ж.Петипа занимал вплоть до 1831 года, но это формально. На самом деле театральная жизнь длилась в Брюсселе до августа 1830 года, пока там не вспыхнула Бельгийская революция, и все местные театры прекратили свою работу на 15 месяцев (пока не произошёл распад Объединённого Нидерландского королевства и не была провозглашена независимость Бельгии). Зарплаты не было, и отец семейства нашёл работу в качестве учителя бальных танцев в пансионах, которые ещё как-то продолжали существовать, но давали небольшую материальную поддержу, а детей, Люсьена и Мариуса, он пристроил подрабатывать перепиской нот. Все это мало обеспечивало семью. Антуан Петипа решился арендовать театр в Антверпене и дать там несколько балетных представлений, причем вся труппа состояла лишь из членов его семьи.

## Возвращение во Францию
Спасение пришло из родной Франции, когда в 1834 году Антуан Петипа получил приглашение на должность балетмейстера в театр Бордо, которое было немедленно с благодарностью принято. Семья возвращается во Францию, где в Бордо дети стали заниматься балетом у прославленного танцора Огюста Вестриса и где вскоре старший сын Люсьен Петипа получает должность первого танцора. Сам Петипа-старший работает, помимо Бордо, в нескольких городах. В 1839 в составе труппы А. Леконт вместе с младшим сыном Мариусом принял участие в турне по США; в Нью-Йорке выступал в балете «Тарантул» К. Жида (балетмейстер Ж. Коралли), исполнив комедийную партию врача-шарлатана, и поставил несколько балетных спектаклей, в том числе балет «Марко Бомба, или Хвастливый сержант».
В 1841 годах вновь занимает пост директора балетной труппы Ла Монне, сменив на посту на этот раз другого знаменитого французского балетмейстера Альбера. В этот раз он занимает пост недолго, до 1843 года.

## Работа в России
Петипа-старший приехал в Россию меньше чем через 4 месяца после появления в Петербурге его младшего сына, Мариуса. Контракт с дирекцией Императорских театров был подписан 12 октября 1847 года. Петипа был зачислен учителем танцев в театральное училище, где преподавал до конца своей жизни. Среди его учеников — Лев Иванов, Павел Гердт. После смерти отца старший класс воспитанников перешёл к Мариусу, который вёл его до апреля 1863 года, после чего передал Христиану Иогансону.
В феврале 1848 года отец и сын совместными усилиями осуществили постановку балета Мазилье «Сатанилла, или Любовь и ад».

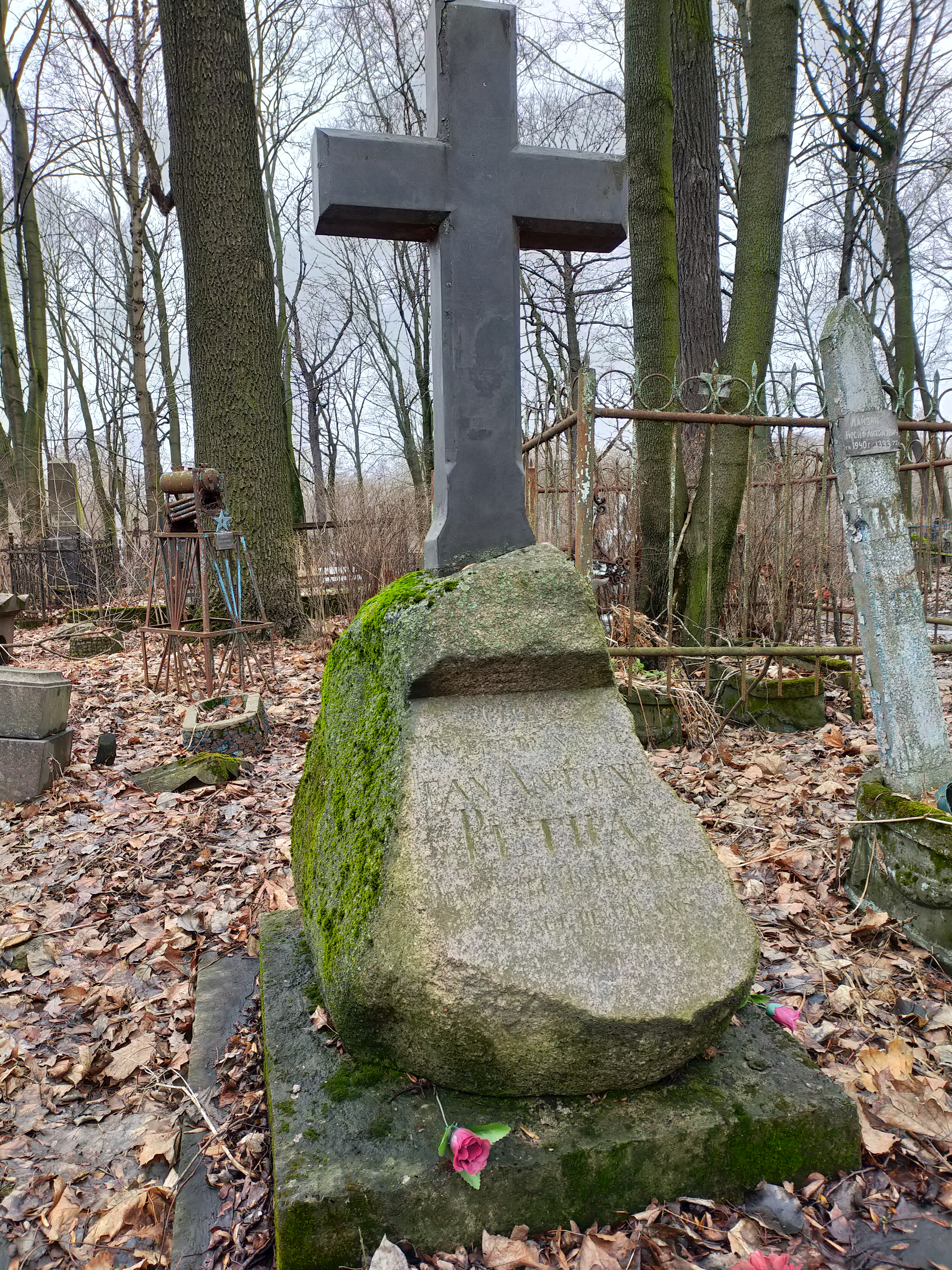
Могила Жан-Антуана Петипа

Жан-Антуан Петипа скончался в Петербурге 16 (28) июля 1855 года. Похоронен на Волковском лютеранском кладбище (Бабичева дорога).

## Постановки балетов
- «Шестеро наивных» (Les Six ingénus), по хореографии Дюпора (Брюссель, 15 сентября 1814 года)
- Le Berger de la Sierra Morena, ou les Ruses d’amour (Париж, 16 февраля 1815 года)
- «Рождение Венеры и Амура» (La Naissance de Vénus et de l’Amour), по хореографии Ж.-Б. Блаша (Jean-Baptiste Blache), постановщик и исполнитель главной партии (Марсель 1817 года)
- «Альмавива и Розина», исполнитель главной партии (Ла Монне, 1819, балетмейстер — Блаш)
- «Кермеса» (La Kermesse) на музыку Снеля (Брюссель, 1 сентября 1819 года)
- дивертисмент в опере «Караван из Каира» на музыку Гретри (Ла Монне, 1819)
- «Клари» (Clari), возобновление хореографии Милона (Брюссель, 23 декабря 1821 года)
- «Месье Дешалюмо» (Monsieur Deschalumeaux) на музыку П. Гаво (Брюссель, 24 февраля 1822 года)
- «Психея и Амур» (Psyché et l’Amour), по хореографии Гарделя (Брюссель, 19 января 1823 года)
- Les Amours de Vénus ou le Siège de Cythère, по хореографии Coindé (Брюссель, 23 февраля 1824 года)
- Jenny ou le Mariage secret (Брюссель, 23 января 1825 года)
- «Фризак, или Двойная свадьба» (Frisac ou la Double noce) на музыку Снеля (Брюссель, 13 февраля 1825 года)
- «Пятое июля» (Le Cinq juillet, ou l’Heureuse journée) на музыку Снеля (Брюссель, 9 июля 1825 года)
- «Г-н де Пурсоньяк» (Monsieur de Pourceaugnac), по хореографии Коралли (Брюссель, 5 февраля 1826 года)
- «Жоко, или Бразильская обезьяна» (Jocko ou le Singe du Brésil) по Ф. Тальони (с новой музыкой Снеля[2]) (Брюссель, 14 декабря 1826 года)
- «Гулливер» (Gulliver), по хореографии Коралли (Брюссель, 22 февраля 1827 года)
- «Маленькие Данаиды» (Les Petites Danaïdes, ou Quatre-vingt-dix-neuf victimes) на музыку Снеля (Брюссель, 18 февраля 1828 года)
- «Талисман» (Les Enchantements de Polichinelle, ou le Talisman) (Брюссель, 8 марта 1829 года)
- «Танцемания» на музыку Мегюля, по хореографии Гарделя (1831, в постановке в партии сына вельможи из Савойи дебютировал его 9-летний сын Мариус[6])
- «Тарантул» (La Tarentule), по хореографии Коралли (Брюссель, 17 сентября 1841 года)
- «Сатанилла, или Любовь и ад» на музыку Ребера и Бенуа, по хореографии Мазилье (совместно с М. И. Петипа, Санкт-Петербург, 1848 год)